# JPMorgan Chase
ДжейПіМорган Чейз (англ. JPMorgan Chase) — найбільший за розмірами активів банківський холдинг США. Належить до "Великої Четвірки" найбільших банків США. Веде діяльність у сфері інвестицій, фінансових послуг, керування приватними капіталами та ін. У JPMorgan відкрито кореспондентські рахунки багатьох банків країн світу. Загальні активи JPMorgan Chase наприкінці 2013 року становили 2,515 трлн. доларів США.

## Опис
JPMorgan Chase — ім'я, що використовують для холдингового підрозділу, Chase — назва бренду під яким ведеться банківська діяльність холдингу в США. Корпоративний офіс холдингу розташовується в Нью-Йорку, штаб-квартира підрозділу комерційного банкінгу Chase — у Чикаго.
Акції JPMorgan Chase котируються на Нью-Йоркській фондовій біржі і внесені до бази розрахунку біржових індексів Dow Jones Industrial Average та Standard & Poor's 500. Чистий прибуток JPMorgan Chase за 2013 рік становив 17,92 млрд. доларів США.

## Історія

### Чейз Манхеттан Банк
«Bank of the Manhattan Company» утворив у 1799 Аарон Бурр, який перепрофілював водопостачальне підприємство в банк. «Банк оф Мангеттан Компані» придбав у 1955 «Chase National Bank» (відкритий у 1877) й прийняв назву «Chase Manhattan Bank». Чейз Манхеттан Банк володіло сімейство Рокфелерів.

### Кемікал банк
New York Chemical Manufacturing Company була засноана у 1823 як хімічне підприємство. В 1824 підприємство відкрило Chemical Bank of New York.
В 1851 банк набув незалежності від хімічної компанії й згодом поглинувши інші банки: Corn Exchange Bank (1954), Texas Commerce Bank (1986), Manufacturer's Hanover Trust Company (1991). Іноді банк був найбільшим у США.
В 1996 придбаний Chase Manhattan Corporation.

### Банк Ван
Bank One Corporation утворився у 1998 злиттям Banc One of Ohio й First Chicago NBD.

### Джей. Пі. Морган
У 1895, Drexel, Morgan & Co. стала J.P. Morgan & Co. (John Pierpont Morgan). Воно фінансувало створення United States Steel Corporation, яка забрала бізнес у Ендрю Карнегі й стала першою у світі мільярдною корпорацією. В 1895 вона надала уряду США 62 млн дол. золотом.
Побудований у 1914, 23 Wall Street був відомий як «Дім Моргана», була найзначимою адресою у американських фінансових колах. У вересні 16, 1920 тут, перед будинком стався терористичний акт, що вбив 38 й травмував 400 осіб. У 1914 році банк став монополією на видання державних забов'язань (бонди) Англії й Франції для оплати військових витрат, що принесло підприємству великі прибутки.
У 1930-і, J.P. Morgan & Co. був змушений через Акт Гласса — Стіголла вибирати між комерційним банкінгом й інвестуванням. Коли було вибрано банкінг, частина партнерів утворила Morgan Stanley.

### Сучасність
Холдинг JPMorgan Chase був утворений у 2000 році шляхом злиття «Chase Manhattan Corporation» та «J.P. Morgan & Co.». У 2004 підприємство включило Bank One оф Чикаґо.

## Галерея

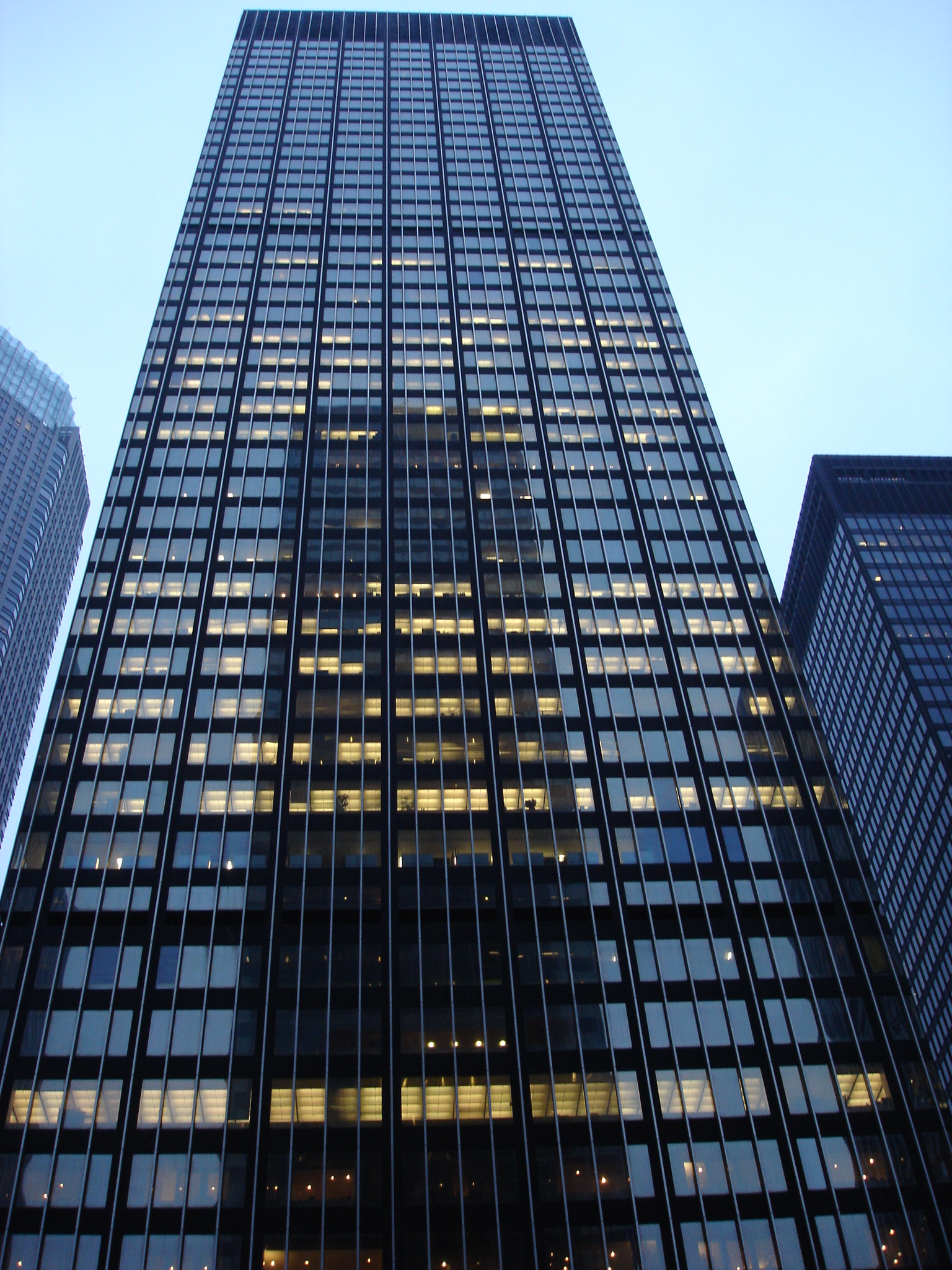
Корпоративний офіс JPMorgan Chase у Нью-Йорку
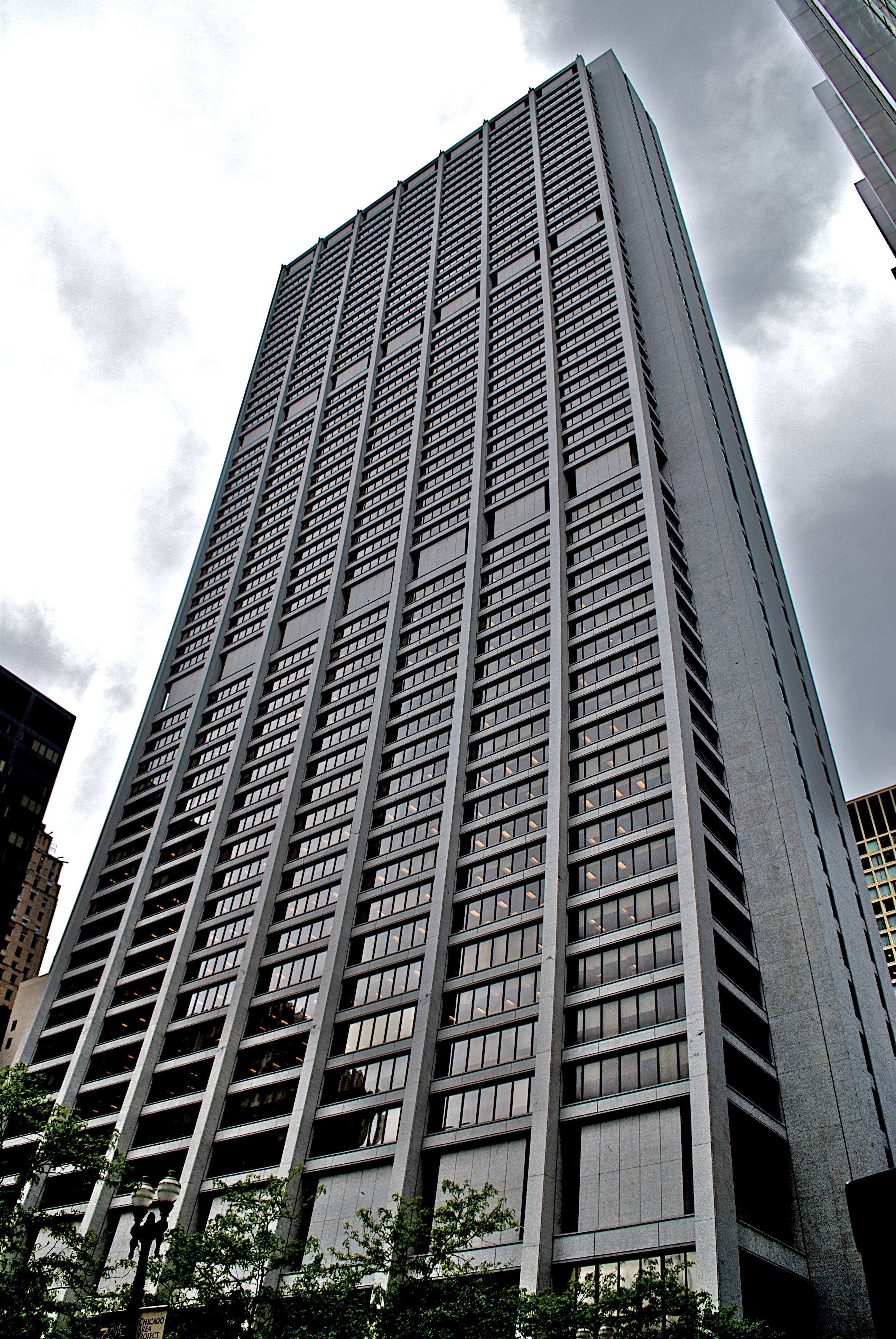
Штаб-квартира банку Chase у Чикаго
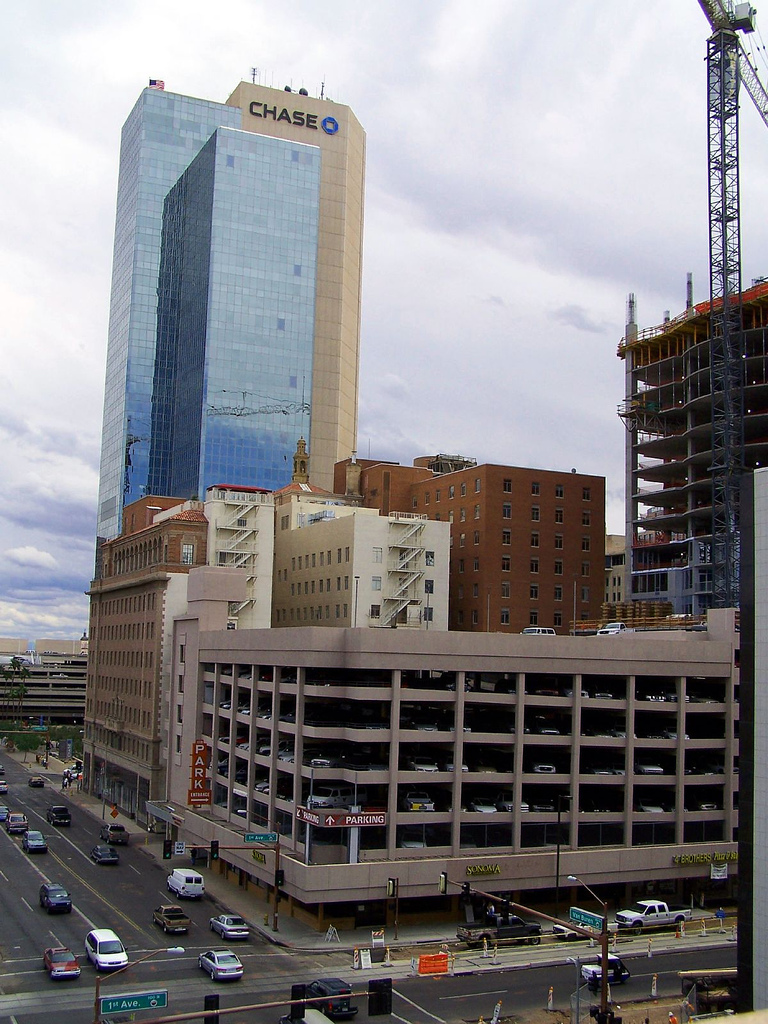
Офіс банку Chase у м. Фінікс, Аризона
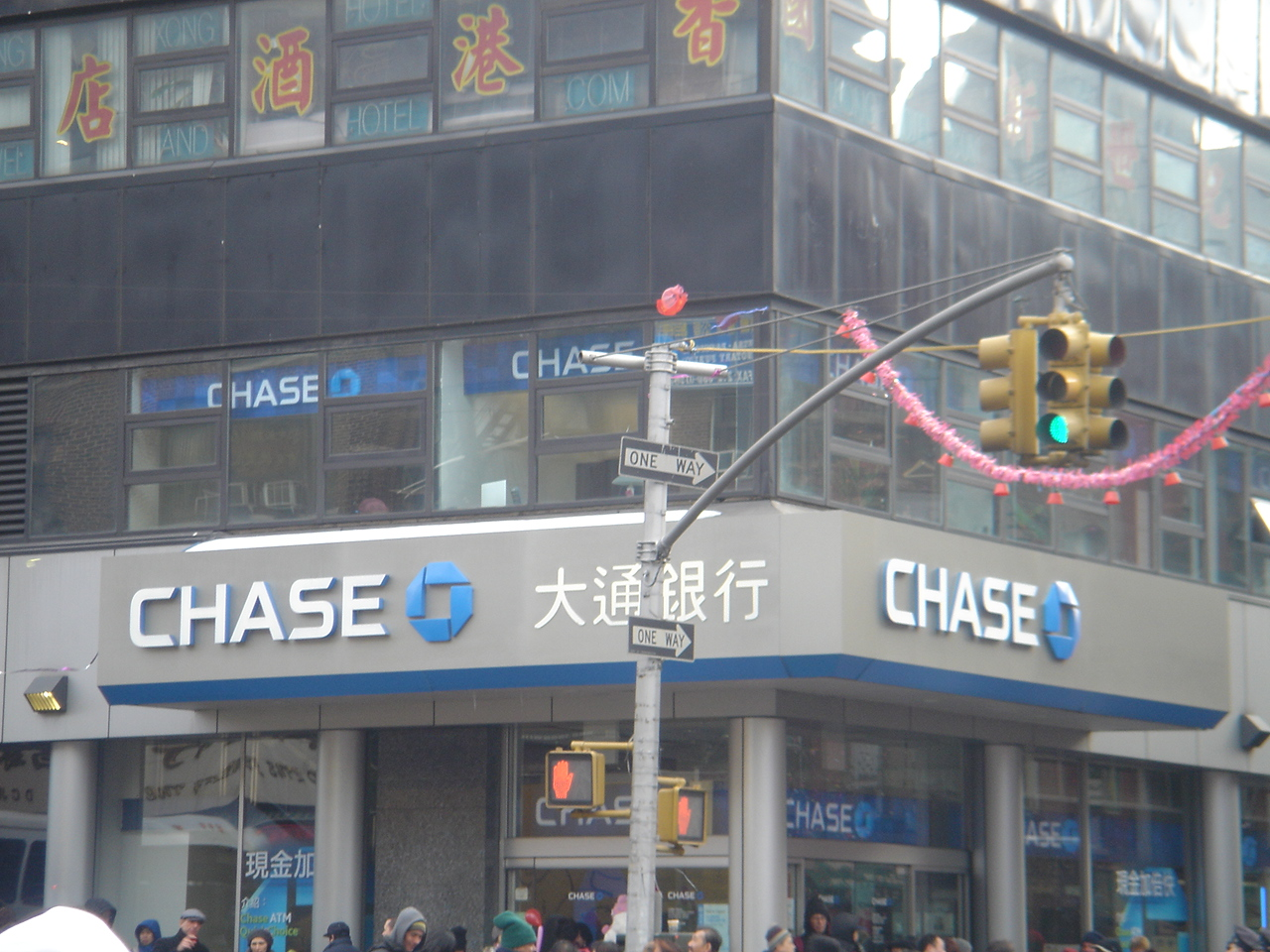
Відділення Chase у Чайна-таун на Мангеттенні
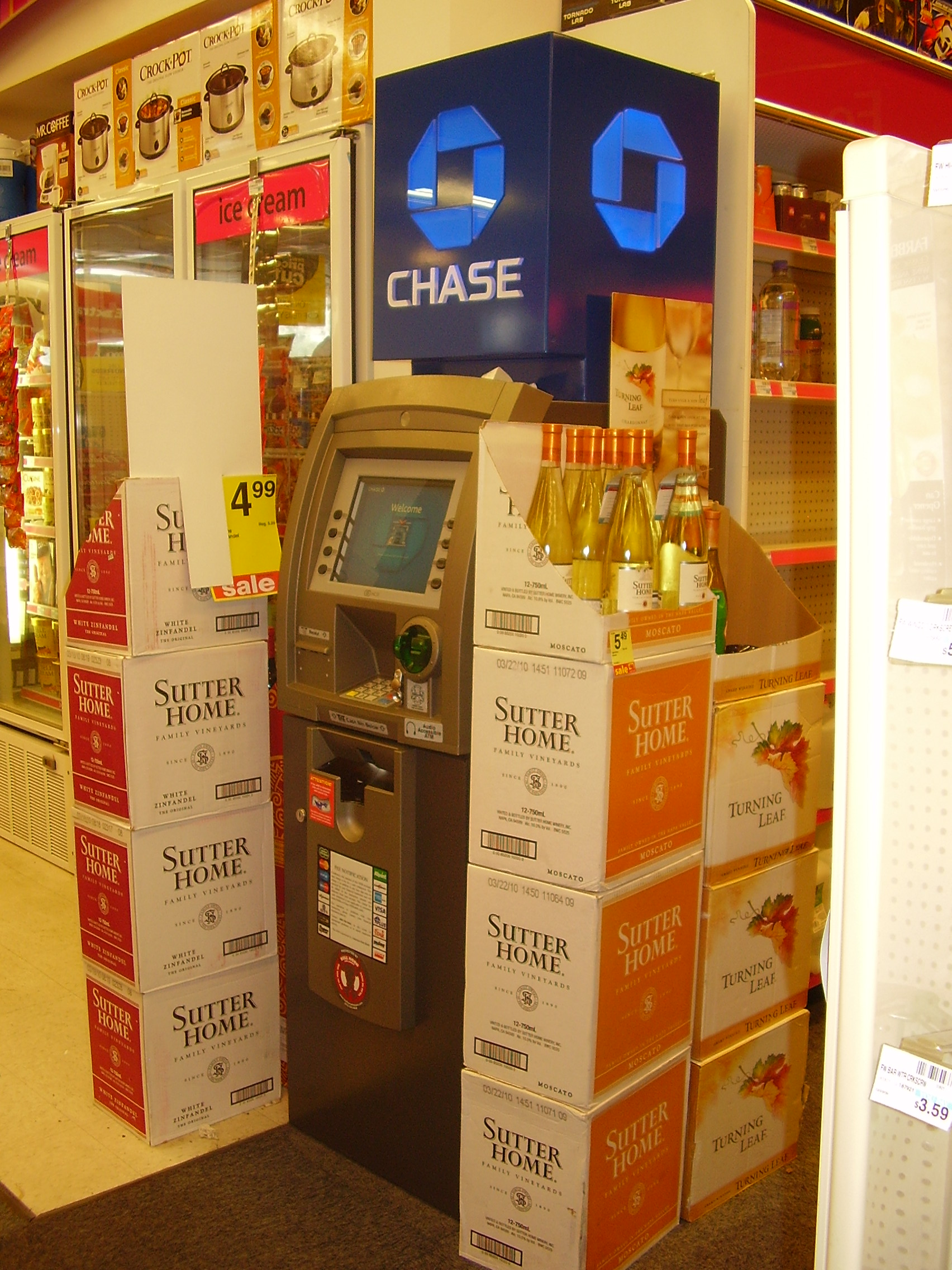
Банкомат банку Chase